# Aristolochia lutea
Aristolochia lutea är en piprankeväxtart som beskrevs av René Louiche Desfontaines. Aristolochia lutea ingår i släktet piprankor, och familjen piprankeväxter. Inga underarter finns listade i Catalogue of Life.